# Tom Stott
Hon. Tom Cleave Stott, CBE (* 6. Juni 1899 in St Peters, Norwood, South Australia; † 20. Oktober 1976) war ein australischer parteiloser Politiker, der unter anderem von 1933 bis 1970 Mitglied sowie zwischen 1962 und 1965 und noch einmal von 1968 bis 1970 Sprecher des South Australian House of Assembly war.

## Leben

### Farmer, Bauernfunktionär und Mitglied desSouth Australian House of Assembly
Tom Cleave Stott, drittes von fünf Kindern des Schmieds Thomas Henry Stott und dessen Ehefrau Ellen Watkins, arbeitete nach dem Besuch der Norwood Public School bei den Eltern, nachdem diese eine Farm in Mindarie in Murray Mallee erworben hatte. Er war ursprünglich Mitglied der Country Party und fungierte zwischen 1929 und 1933 erstmals als Sekretär der Vereinigten Bauern und Viehzüchter von Südaustralien (United Farmers and Graziers of South Australia) sowie außerdem von 1931 bis 1969 als Generalsekretär des Australischen Weizenbauernverbandes (Australian Wheatgrowers’ Federation).
Bei der Wahl am 8. April 1933 wurde Stott als Parteiloser (Independent) im damaligen Zwei-Personen-Wahlkreis Abert als Nachfolger von Frederick McMillan von der Liberal and Country League (LCL) erstmals zum Mitglied des South Australian House of Assembly gewählt, des Unterhauses des Parlaments von South Australia, und vertrat diesen Wahlkreis bis zu dessen Auflösung am 18. März 1938. Bei der Wahl am 19. März 1938 wurde er wiederum als Parteiloser im neu geschaffenen Wahlkreis Ridley zum Mitglied der Legislativversammlung bis zu seinem Verzicht auf eine erneute Kandidatur bei den Wahlen am 30. Mai 1970, wobei der Wahlkreis Ridley zu dieser Wahl auch wieder aufgelöst wurde. Er bekleidete erneut von 1946 bis 1969 die Funktion als Sekretär der United Farmers and Graziers of South Australia. Während seiner Parlamentszugehörigkeit war er unter anderem zwischen dem 20. Juli 1944 und dem 27. Juni 1950 Mitglied des Gemeinsamen Ausschusses des Parlaments für nachgeordnete Gesetzgebung (Joint Committee on Subordinate Legislation). Für seine Verdienste wurde er am 10. Juni 1954 zum Commander des Order of the British Empire (CBE) ernannt.

### Zweimaliger Sprecher desSouth Australian House of Assembly

#### Erste Amtszeit 1962 bis 1965
Bei der Wahl am 3. Februar 1962 erreichte die oppositionelle Australian Labor Party (ALP) unter Frank Walsh 219.790 Stimmen (53,98 Prozent) und aufgrund des Wahlsystems mit 19 Sitzen zwei Sitze mehr im House of Assembly. Die Liberal and Country	(LCL) des seit dem 5. November 1938 regierenden Premier Thomas Playford IV erhielt 140.507 Wählerstimmen (34,51 Prozent) und mit 18 Mandaten zwei Abgeordnete weniger. Damit verfügte keine der beiden großen Parteien über eine absolute Mehrheit in der 39 Sitze umfassenden Legislativversammlung, so dass die beiden parteilosen Unabhängigen Tom Stott und Percy Quirke zum „Zünglein an der Waage“ („Balance of Power“) für eine Regierungsbildung. Beide sicherten der bisherigen LCL-Regierung ihre Zustimmung zu, woraufhin Playford Premier blieb. Während der Verhandlungen zur Regierungsbildung sprach Walsh direkt mit Gouverneur Edric Bastyan und drängte ihn, Playford nicht erneut zu ernennen, wobei er auf das überwältigende Ergebnis zugunsten von Labour hinwies, aber ohne Erfolg. Bastyan vertrat die Auffassung, dass es dem Parlament überlassen werden sollte, die Krise bei der Parlamentssitzung zu lösen, da keine der beiden Parteien die Mehrheit der Sitze gewonnen habe.
Im Anschluss wurde Tom Stott auf der konstituierenden Sitzung am 12. April 1962 als Speaker zum Sprecher des House of Assembly gewählt und trat damit die Nachfolge von Berthold Teusner von der Liberal and Country League an. Er bekleidete das Amt des Parlamentspräsidenten bis zum 13. Mai 1965, woraufhin Lindsay Riches von der ALP nach dem Wahlsieg seiner Partei am 6. März 1965 neuer Sprecher wurde. Der zweite Parteilose Percy Quirke wiederum trat am 8. Januar 1963 der LCL bei und wurde zugleich als Minister für Bewässerung, Minister für Ländereien und Minister für Rückführungen in die Regierung Playford ein. Am 26. August 1965 wurde ihm aufgrund einer mindestens dreijährigen Amtszeit als Sprecher der Legislativversammlung der Höflichkeitstitel The Honourable verliehen.

#### Zweite Amtszeit 1968 bis 1970
Bei der Wahl am 2. März 1968 verlor die Labor Party unter Premier Dunstan zwei Sitze und stellte mit 292.445 Stimmen (51,98 Prozent) nur noch 19 der 39 Sitze in der Legislativversammlung, ebenso wie die bisher oppositionelle Liberal and Country Country League unter Oppositionsführer Steele Hall mit 246.560 Stimmen (43,82 Prozent), die beiden Sitze von der ALP gewinnen konnte. Stott wurde als einziger Parteiloser in das House of Assembly gewählt und fungierte damit wie bereits sechs Jahre zuvor als „Zünglein an der Waage“. Auch dieses Mal verwies die ALP auf die Stimmenmehrheit von knapp 52 Prozent und inszenierte in den folgenden sechs Wochen nach der Wahl massive öffentliche Proteste gegen das Wahlsystem, was die Bildung einer Regierung verzögerte. Auch Gouverneur Bastyan verhielt sich ebenso wie vor sechs Jahren nach der Wahl vom 3. Februar 1962 und verwies auf die Lösung der bestehenden Pattsituation durch die Legislativversammlung selbst. Letztlich sicherte Stott der LCL seine Unterstützung zu, so dass Steele Hall am 17. April 1968 als Premier eine Regierung bilden konnte.
Sott wiederum übernahm am 16. April 1968 von Lindsay Riches zum zweiten Mal das Amt als Speaker und bekleidete das Amt des Parlamentspräsidenten bis zum 29. Mai 1970, woraufhin Reg Hurst von der ALP am 14. Juli 1970 neuer Sprecher wurde. Die Regierung, die auf Stotts Unterstützung angewiesen war, begrüßte seine Vorschläge stets, und als Stott den Bau eines in seinem Wahlkreis Ridley liegenden Staudamms für den Murray River in Chowilla empfahl, stimmte die LCL zunächst bereitwillig zu. Hall glaubte jedoch, dass der geplante Staudamm ein teurer Baustein (White Elephant) sein würde und weigerte sich, den Staudamm zu finanzieren. Proteste in seinem Wahlkreis zwangen Stott, mit der Opposition zu stimmen. Nach der Niederlage im House of Assembly fanden am 30. Mai 1970 vorgezogene Neuwahlen statt, die die Labor Party mit 305.478 Stimmen (51,64 Prozent) und 27 der 47 Sitze in der Legislativversammlung klar für sich entscheiden konnte, während die Liberal and Country	League von Premier Hall 258.856	Stimmen (43,76 Prozent)	und 20 Sitze erhielt. Daraufhin wurde Dunstan am 2. Juni 1970 neuer Premier und Hall Oppositionsführer, während Tom Stott sich nach mehr als 37 Jahren Parlamentszugehörigkeit aus dem politischen Leben zurückzog.
Seine am 18. August 1926 in der zur Church of England gehörenden Kirche St Margaret’s in Woodville, Adelaide, geschlossene Ehe mit Linda Florence Verrall blieb kinderlos.

## Hintergrundliteratur
- Parliament of South Australia: Statistical Record of the Legislature 1836–2007 (Memento vom 11. März 2019 im Internet Archive)
- Robert Martin: Responsible Government in South Australia, Band 2, Wakefield Press, 2009, ISBN 978-1-86254-844-2, S. 83 f. (Onlineversion (Auszug))
- R. I. Jennings: Independent Members of the South Australian Parliament, 1927–1970, M.A. Thesis, University of Adelaide, 1982
- R. I. Jennings: Barnacles and Parasites, Adelaide, 1992